# 1Time

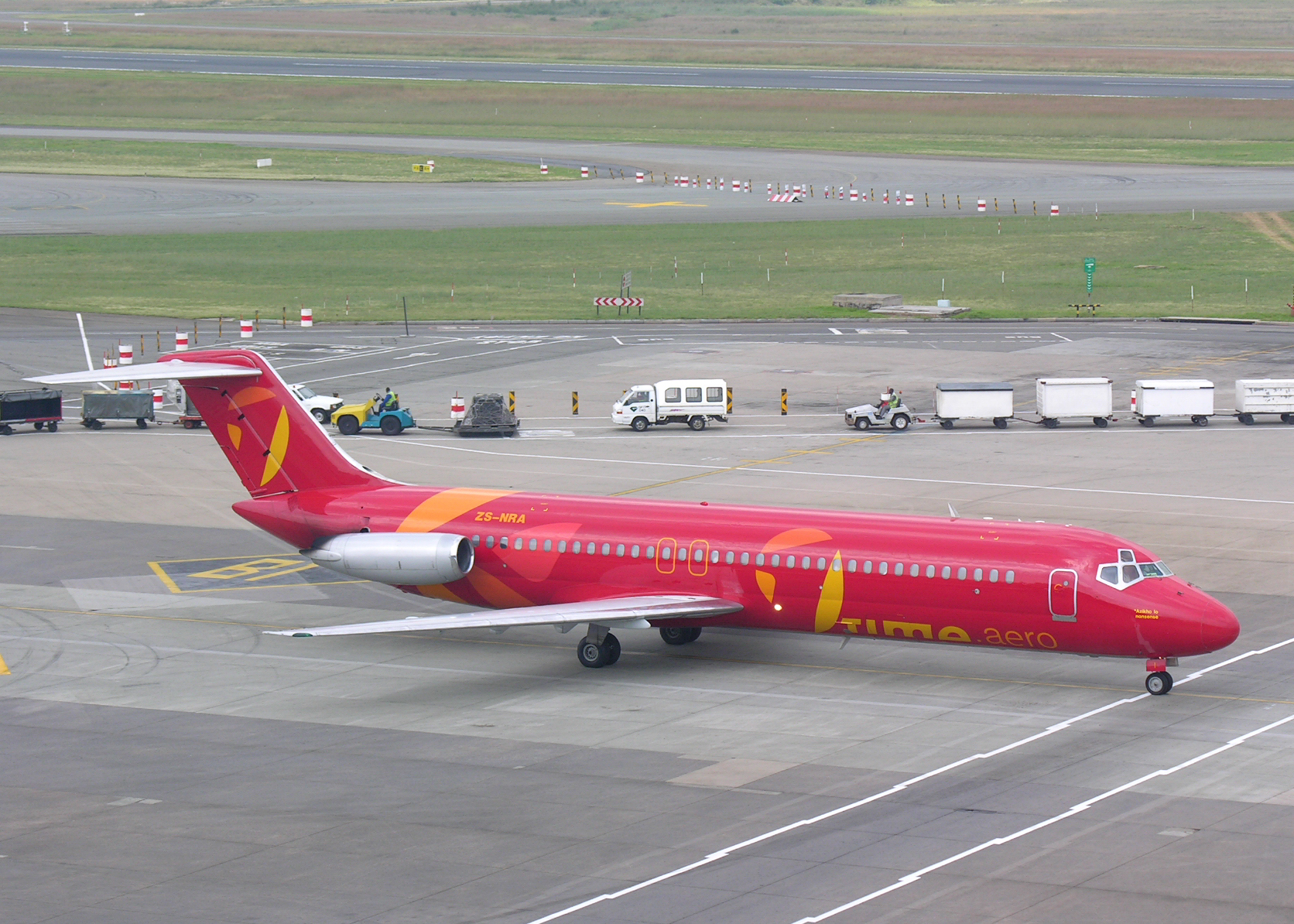
Un Douglas DC-9 de la compagnie 1Time

1Time est une compagnie aérienne sud-africaine filiale du groupe 1Time Holdings (plusieurs activités dans l'aéronautique), créé en 2004, et coté à la bourse de Johannesburg (Altex Stock Exchangeon) depuis le 14 août 2007. 
1Time est placée en liquidation judiciaire le vendredi 2 novembre 2012.
Le groupe 1Time Holding se compose ainsi :
- 1time Airline, (voir ci-dessous)
- 1time Charters, vols charters et à la demande, dispose d'une flotte propre de 3 appareils :
  - 1 Boeing 727-100 VIP pour 28 passagers,
  - 1 DC9-15 (ZS-ANX) pour 85 passagers,
  - 1 DC9-32 (ZS-NNN) pour 110 passagers,
  - 2 DC9-32 (ZS-NRB, ZS-NRC) en réserve, pour des vols avec 129 à 157 passagers
- Aeronexus Technical (Pty) Ltd. est une société de maintenance aéronautique (AMO 857). Aeronexus est agréée pour les petites et les grandes interventions sur les programmes d'entretien sur les avions, sur sa plateforme de Johannesburg, sur l'aéroport International de Tambo OR Tambo International Airport (IATA: JNB, ICAO: FAJS)

Aeronexus Technical est certifié sur B707, B727, B737-200, DC8, DC9 et dérivé, MD80 et Fokker 28 et leurs dérivés.
- Aeronexus Corporate, propose les services de son B727 VIP jet, aux gouvernements ou à des personnalités.

Vol inaugural, le 25 février 2004, Johannesburg/le Cap.
Le 22 août 2012, la compagnie annonce qu'elle fait face à de graves difficultés financières.
Le 2 novembre 2012, elle dépose le bilan et cesse toute activité.
En décembre 2012, la compagnie Tanzanienne Fastjet annonce avoir signé un protocole d’accord avec la direction de 1Time pour le rachat au prix symbolique d’1 rand soit 0,09 euros. Elle envisage relancer les activités de 1Time au plus vite début 2013 .

## Destinations
Au départ de Johannesburg :
- Le Cap,
- Durban,
- East London,
- Port Elizabeth,
- George,

Au départ du Cap :
- Port Elizabeth,
- East London,
- Durban,

## Flotte

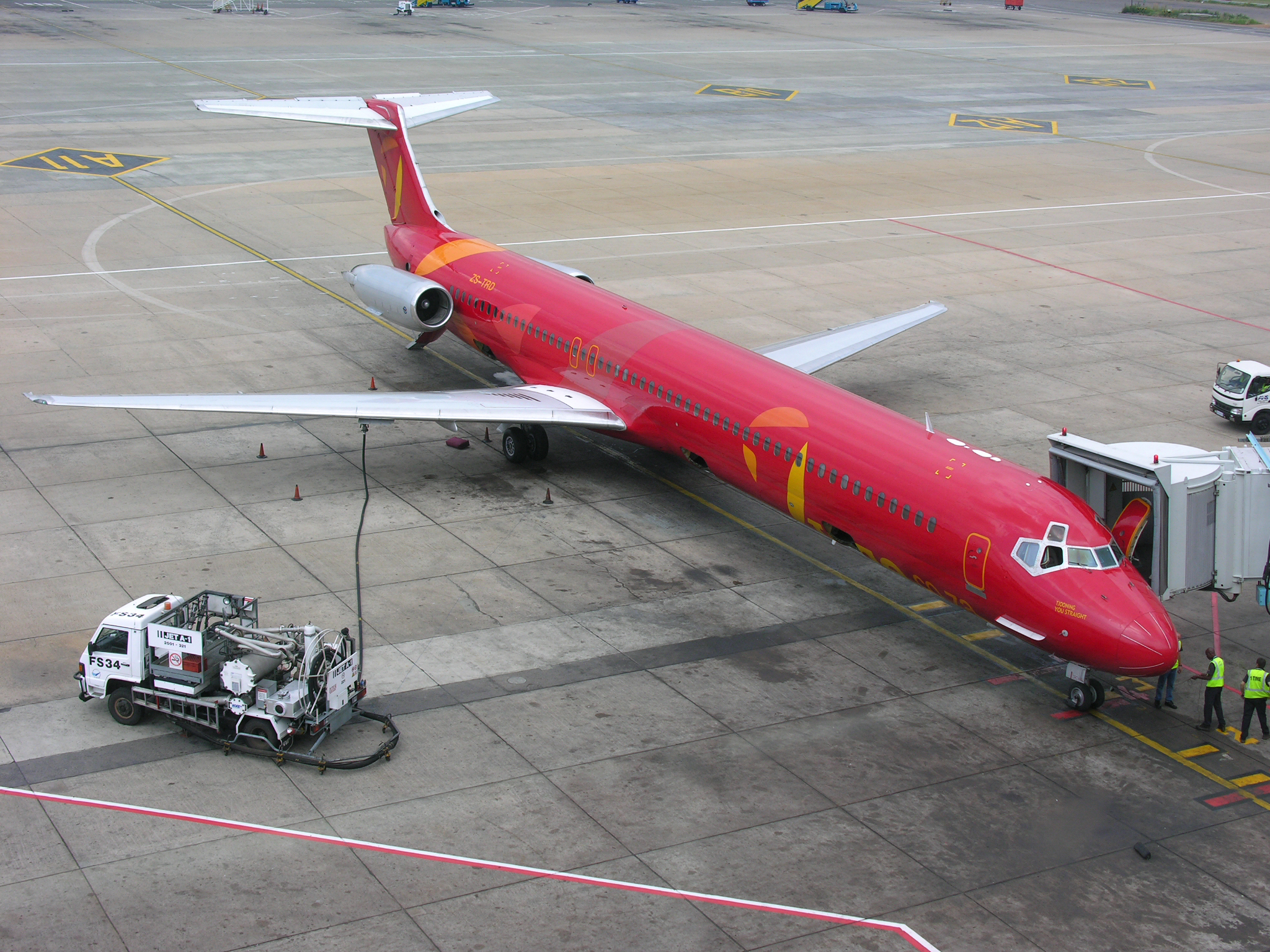
Le MD-82 ZS-TRD

La flotte 1Time est actuellement composée de 10 appareils :
- 1 Boeing 737-200 (en réserve)
- 1 McDonnell Douglas MD-81, ZS-OBK
- 3 McDonnell Douglas MD-82, ZS-TRF, ZS-TRE, ZS-OBK
- 3 McDonnell Douglas MD-83, ZS-TRI
- 2 McDonnell Douglas MD-87, ZS-TRH